# Brian Fairlie
Pour les articles homonymes, voir Fairlie.
Brian Fairlie, né le 13 juin 1948 à Christchurch, est un joueur de tennis néo-zélandais.

## Autres résultats
- US Open : quart de finale en 1970
- Masters du Canada : demi-finale en 1976
- Tournoi de Roland-Garros : huitième de finale en 1977